# Rio Douradinho
Rio Douradinho är ett vattendrag i Brasilien.   Det ligger i delstaten Rio Grande do Sul, i den södra delen av landet, 1 400 km söder om huvudstaden Brasília.
I omgivningarna runt Rio Douradinho växer huvudsakligen savannskog. Runt Rio Douradinho är det ganska glesbefolkat, med 23 invånare per kvadratkilometer.